# Sipperhausen
Sipperhausen ist ein Ortsteil der Gemeinde Malsfeld im nordhessischen Schwalm-Eder-Kreis.

## Geographie
Sipperhausen liegt etwa 5 km südwestlich des Malsfelder Kernorts am Schwalm-Zufluss Rhünda. Durch das Dorf verläuft die Landesstraße 3428, auf die dort die Kreisstraßen 25 und 31 stoßen, und östlich vorbei führt die Bundesautobahn 7. Nordnordwestlich liegt der Goldbergsee, ein ehemaliger Braunkohletagebau und heutiges Naturschutzgebiet.

## Geschichte

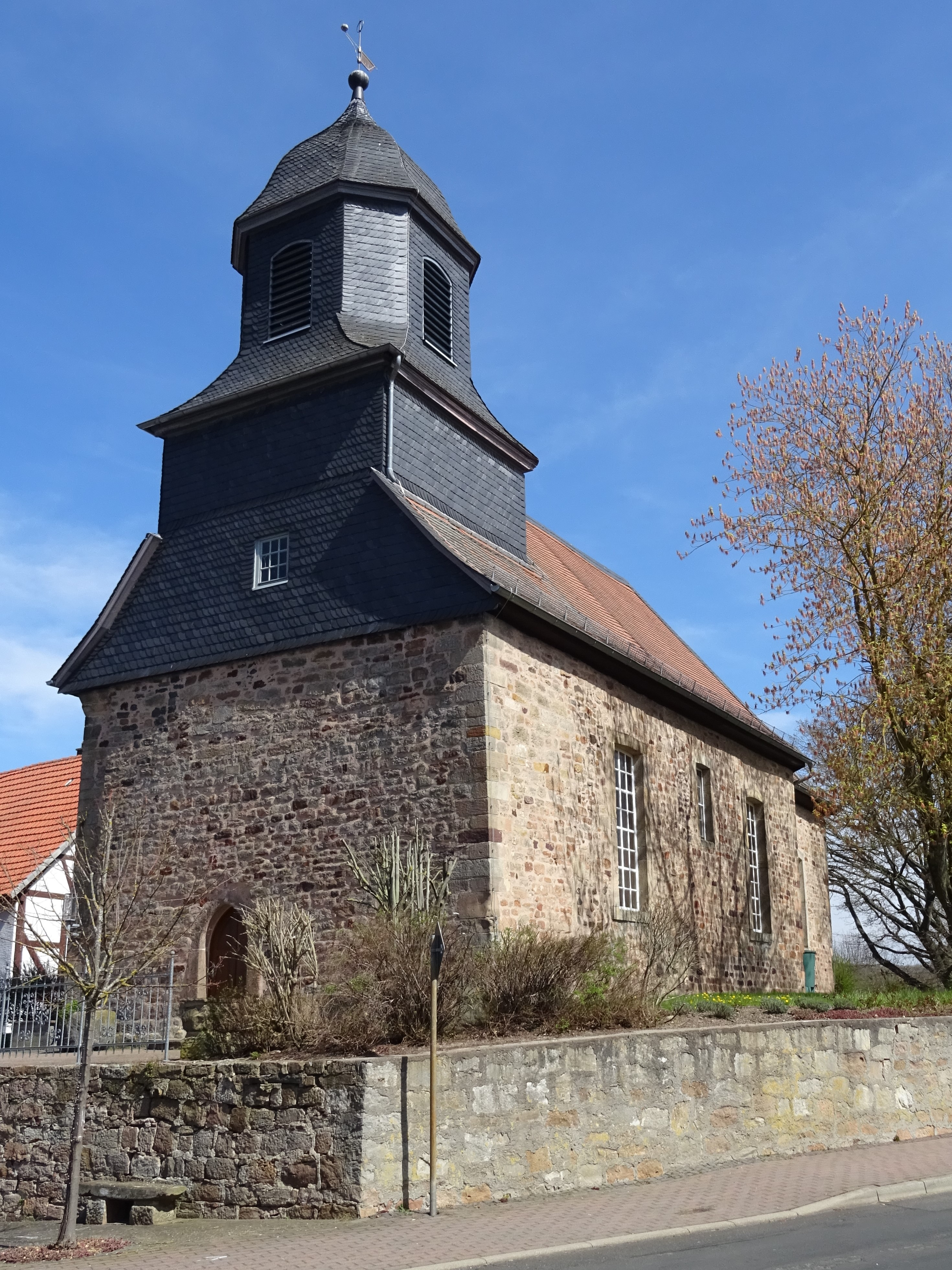
Evangelische Kirche Sipperhausen

Zu Sipperhausen gehört die Siedlung Bubenrode, ein 1407 erstmals beurkundetes Rittergut, das 1956 von der Siedlungsgesellschaft „Hessische Heimat“ erworben und in fünf Siedlerstellen von jeweils 15 bis 23 Hektar aufgeteilt wurde.
Die älteste bekannte Erwähnung von Sipperhausen erfolgte um das Jahr 1141 als Svipburgehusun. Die Schreibweise des Ortsnamens änderte sich im Laufe der Zeit häufig, je nachdem wie der Urkundenschreiber das Gehörte zu Papier brachte.
Zum 1. Januar 1974 wurden im Zuge der Gebietsreform in Hessen kraft Landesgesetz die bis dahin selbständigen Gemeinden Malsfeld (mit den Ortsteilen Elfershausen und Dagobertshausen), Beiseförth, Mosheim (Landkreis Fritzlar-Homberg), Ostheim und Sipperhausen (Landkreis Fritzlar-Homberg) zur neuen Großgemeinde Malsfeld zusammengeschlossen. Gleichzeitige wechselte Malsfeld in den neu errichteten Schwalm-Eder-Kreis. Als Sitz der Gemeindeverwaltung wurde Malsfeld bestimmt. Für alle ehemalig eigenständigen Gemeinden wurden Ortsbezirke mit Ortsbeirat und Ortsvorsteher nach der Hessischen Gemeindeordnung gebildet.

## Bevölkerung
Einwohnerstruktur 2011
Nach den Erhebungen des Zensus 2011 lebten am Stichtag dem 9. Mai 2011 in Sipperhausen 180 Einwohner. Darunter waren 3 (1,7 %) Ausländer.
Nach dem Lebensalter waren 36 Einwohner unter 18 Jahren, 66 zwischen 18 und 49, 36 zwischen 50 und 64 und 45 Einwohner waren älter.
Die Einwohner lebten in 75 Haushalten. Davon waren 18 Singlehaushalte, 24 Paare ohne Kinder und 24 Paare mit Kindern, sowie 9 Alleinerziehende und keine Wohngemeinschaften. In 18 Haushalten lebten ausschließlich Senioren und in 39 Haushaltungen lebten keine Senioren.
Einwohnerentwicklung
| Quelle: Historisches Ortslexikon | |
| • um 1490:                       | 7 wehrhafte Männer |
| • 1537:                          | 7 Hübner, 3 Köttner, 6 Beisassen                                                                                                  |
| • 1575/85:                       | 16 Hausgesesse |
| • 1639:                          | 11 verheiratete, ein lediger Hausgesesse                                                                                          |
| • 1747:                          | 21 Häuser bzw. Hausgesesse |
| • 1961:                          | Erwerbspersonen: 81 Land- und Forstwirtschaft, 52 Produzierendes Gewerbe, 9 Handel und Verkehr, 8 Dienstleistungen und Sonstiges. |

| Sipperhausen: Einwohnerzahlen von 1768 bis 2020 | Sipperhausen: Einwohnerzahlen von 1768 bis 2020 | Sipperhausen: Einwohnerzahlen von 1768 bis 2020 | Sipperhausen: Einwohnerzahlen von 1768 bis 2020 | Sipperhausen: Einwohnerzahlen von 1768 bis 2020 |
| --- | ----------------------------------------------- | ----------------------------------------------- | ----------------------------------------------- | ----------------------------------------------- |
| Jahr |                                                 |                                                 |                                                 | Einwohner                                       |
| 1768 | 1768                                            |                                                 | 93                                              | 93                                              |
| 1800 | 1800                                            |                                                 | ?                                               | ?                                               |
| 1834 | 1834                                            |                                                 | 196                                             | 196                                             |
| 1840 | 1840                                            |                                                 | 207                                             | 207                                             |
| 1846 | 1846                                            |                                                 | 213                                             | 213                                             |
| 1852 | 1852                                            |                                                 | 199                                             | 199                                             |
| 1858 | 1858                                            |                                                 | 203                                             | 203                                             |
| 1864 | 1864                                            |                                                 | 221                                             | 221                                             |
| 1871 | 1871                                            |                                                 | 188                                             | 188                                             |
| 1875 | 1875                                            |                                                 | 204                                             | 204                                             |
| 1885 | 1885                                            |                                                 | 205                                             | 205                                             |
| 1895 | 1895                                            |                                                 | 169                                             | 169                                             |
| 1905 | 1905                                            |                                                 | 242                                             | 242                                             |
| 1910 | 1910                                            |                                                 | 225                                             | 225                                             |
| 1925 | 1925                                            |                                                 | 261                                             | 261                                             |
| 1939 | 1939                                            |                                                 | 232                                             | 232                                             |
| 1946 | 1946                                            |                                                 | 464                                             | 464                                             |
| 1950 | 1950                                            |                                                 | 467                                             | 467                                             |
| 1956 | 1956                                            |                                                 | 335                                             | 335                                             |
| 1961 | 1961                                            |                                                 | 292                                             | 292                                             |
| 1967 | 1967                                            |                                                 | 274                                             | 274                                             |
| 1980 | 1980                                            |                                                 | ?                                               | ?                                               |
| 1990 | 1990                                            |                                                 | ?                                               | ?                                               |
| 2000 | 2000                                            |                                                 | ?                                               | ?                                               |
| 2011 | 2011                                            |                                                 | 180                                             | 180                                             |
| 2020 | 2020                                            |                                                 | 181                                             | 181                                             |
| Datenquelle: Historisches Gemeindeverzeichnis für Hessen: Die Bevölkerung der Gemeinden 1834 bis 1967. Wiesbaden: Hessisches Statistisches Landesamt, 1968. Weitere Quellen: Zensus 2011; Gemeinde Malsfeld |                                                 |                                                 |                                                 |                                                 |

Historische Religionszugehörigkeit
| Quelle: Historisches Ortslexikon |                                                                     |
| • 1861:                          | 210 evangelisch-reformierte, ein katholischer Einwohner.            |
| • 1885:                          | 200 evangelische (= 94,98 %), fünf katholische (= 2,44 %) Einwohner |
| • 1961:                          | 244 evangelische (= 83,56 %), 36 katholische (= 12,33 %) Einwohner  |

## Naturdenkmal

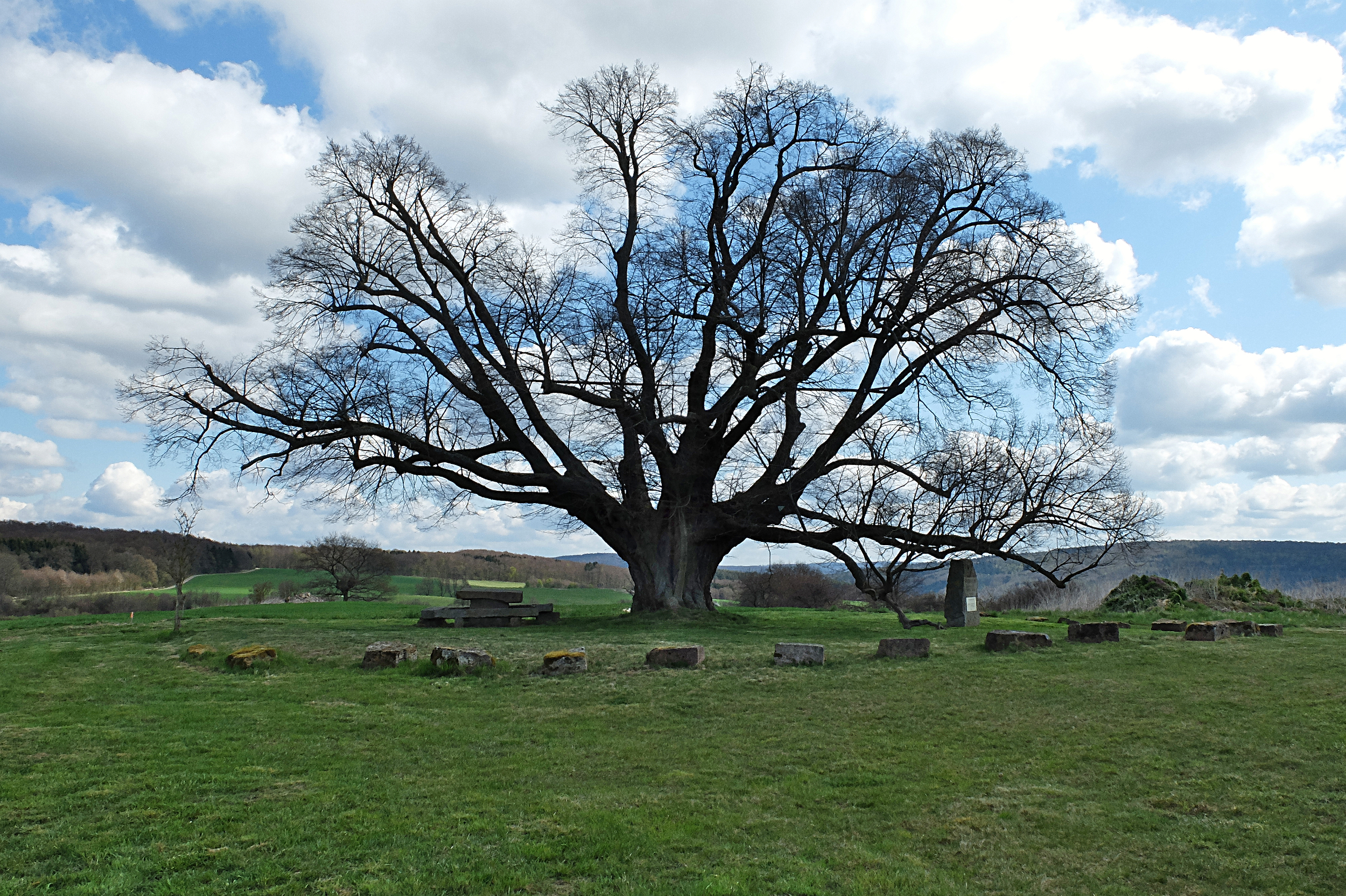
Sipperhäuser Linde

Sehenswert, besonders für Baumfreunde, ist die Sipperhäuser Linde, die östlich des Ortskern auf einem Hügel vor dem Sportplatz steht.